# Démence frontotemporale par mutation du gène GRN
La démence frontotemporale par mutation du GRN, aussi appelée démence frontotemporale avec des inclusions ubiquitine-positives ou démence frontotemporale comportementale (vt-DFT), est une forme de démence frontotemporale caractérisée par l'altération progressive du comportement et un déclin dans la fonction exécutive, avec une atrophie prédominante du lobe frontal. C'est une maladie génétique à transmission autosomique dominante. 
Une mutation du gène GRN (appelé aussi PGRN) a pour effet de réduire la production de progranuline (en) et d'augmenter les agrégats neuronaux de TDP-43 et d’ubiquitine.
La maladie entraîne une aphasie progressive et un syndrome extrapyramidal avec syndrome parkinsoninen ou corticobasal responsable de mouvements anormaux. La maladie commence entre 35 et 87 ans. Les signes neurologiques sont très variés à la fois dans une même famille ou entre des familles différentes.
Les troubles du comportement sont les signes les plus précoces suivies par une aphasie progressive. Les troubles des fonctions supérieures se manifestant par des anomalies de jugement ou par une perte des acquis. Les premiers signes de l'aphasie sont une difficulté à trouver ses mots, une perte de la compréhension du langage et une difficulté à désigner les objets. Plus tard, les individus perdent totalement leur aptitude à une communication verbale.
Les premiers signes du syndrome parkinsonien sont la rigidité, des mouvements lents ou la disparition des mouvements, une dystonie des membres, une impossibilité à exécuter des mouvements volontaires et des troubles de l'équilibre. Les signes les plus tardifs sont les myoclonies et les troubles de la déglutition. La plupart des personnes perdent la possibilité de marcher.
Le décès survient entre 3 et 12 ans après le début de la maladie.

## Sources
- (en) Ging-Yuek Robin Hsiung, Howard H Feldman, GRN-Related Frontotemporal Dementia in GeneTests: Medical Genetics Information Resource (database online). Copyright, University of Washington, Seattle. 1993-2007 Site officiel du GRN-Related Frontotemporal Dementia